# Kogong
Kogong is een nummer van de Duitse zanger Mark Forster uit 2017. Het is de vierde en laatste single van zijn derde studioalbum TAPE.
De term "Kogong" duidt op het geluid van een hartslag. Het nummer gaat dan ook over wat het hart wil zeggen, maar niet kan worden gehoord. Hoewel het nummer in Duitsland een bescheiden 34e positie behaalde, werd het in Oostenrijk en Zwitserland een top 10-hit.